# Johannes Holbek
Johannes Holbek (født 13. november 1872 i Årby ved Kalundborg, død 14. maj 1903 i København) var en dansk maler og tegner.

## Uddannelse
Holbek var søn af sognepræst i bl.a. Snoldelev Christian Ohnsorg Holbek (1833-1912) og Marie Frederikke Ludovica født Thune (1837-1916) og blev student fra Roskilde lærde Skole 1891. Han blev i 1892 optaget på Det tekniske Selskabs Skole, hvor han studerede under Holger Grønvold, og gik et enkelt semester på Kunstakademiet under Frederik Vermehren i foråret 1893. I samme skelsættende år kunne Johannes Holbek opleve den helt nye franske kunst, nemlig værker af Vincent van Gogh og Paul Gauguin på Den frie Udstilling og franske symbolister hos Kleis' Kunsthandel.
Animeret af denne udvikling i kunsten søgte Holbek mod Frankrig og fik under ophold i Paris og Bretagne 1893-94, 1898 og 1901-02 sin uddannelse på École des Beaux-Arts hos Jean-Léon Gérôme og Gustave Moreau, hvoraf især den sidstnævnte symbolistiske maler fik betydning for Holbeks udvikling. Siden besøgte han Tyskland i 1899 og Fernand Cormons atelier i Paris 1901-1902. 

## Opgaver
Johannes Holbek tegnede en tid for København og for Politiken, men forblev en perifer kunstner. Hans arbejder blev afvist både af Charlottenborg og af Den frie Udstilling.

## Stil og værker
Holbek blev en af vore mest kompromisløse symbolistiske malere og forener i sin korte produktion, der både er billedlig og litterær, billede og tekst, ånd og linje. Som andre symbolister søgte han en syntese af ånd og kunstnerisk vision, og hans indsats var præget af lige dele idealisme og religiøst livssyn.
Tydeligst kom Holbeks vision til udtryk i tekst og tegninger i to publikationer Omkring Midlet (I-III, 1899) og Dekadent Barbari, udgivet posthumt af vennen Jens Lund. I sidstnævnte optræder en symbolistisk fortælling, "Tama Rex", som Holbek forfattede allerede som tyveårig. Fortællingerne består dog mest af satirisk-anekdotiske tegninger, der kan opfattes som et stadium mellem Fritz Jürgensen og Robert Storm Petersen.
Holbek udførte to malede selvportrætter 1899 og 1902 (sidstnævne i Museum Jorn, Silkeborg), et tegnet selvportræt 1892 (Den Kongelige Kobberstiksamling), og Det Kongelige Bibliotek har fotografier af ham.
Holbek er repræsenteret i Den Kongelige Kobberstiksamling og Designmuseum Danmark, men især i Museum Jorn, Silkeborg, eftersom Asger Jorn var med til at henlede opmærksomheden på Holbeks værk.
Han er begravet på Snoldelev Kirkegård, hvor busten på graven er udført 1903 af Rudolph Tegner.

## Værker
Malerier:
- Portræt af Magnus Thrige (1893, Brandts)
- Til Tama Rex (1894, Museum Jorn, Silkeborg)
- Planten (1894, Museum Jorn, Silkeborg)
- Forstening (1894, Museum Jorn, Silkeborg)
- En herre og havet (1894, Museum Jorn, Silkeborg)
- For latterkonciliet (ca. 1900, Museum Jorn, Silkeborg)
- Selvportræt (1902, Museum Jorn, Silkeborg)
- Esaias IV (1902, Museum Jorn, Silkeborg)
- Portræt af redaktør Frejlif Olsen og hustru (1902, Museum Jorn, Silkeborg)

Illustrerede bøger:
- Omkring Midlet, tegninger og tekster i tre bøger, 1899.
- Seks Tegninger til digte af Erik Waage, 1901.
- Dekadent Barbari, I-II, 1904.

Tegninger:
- Satiriske tegninger i dagbladet København 1900-01 og Politiken 1902
- Originaltegninger i Museum Jorn, Silkeborg (775); Den Kongelige Kobberstiksamling (15, bl.a. selvportræt fra 1892); Rudolph Tegners Museum og Statuepark (3); Storm P. Museet (5); Roskilde Museum (2); Designmuseum Danmark (1); Det Kongelige Bibliotek (1); Ny Carlsberg Glyptotek (1) og Vejen Kunstmuseum (1)